# Mus sorella
Mus sorella är en däggdjursart som först beskrevs av Thomas 1909.  Mus sorella ingår i släktet Mus och familjen råttdjur. IUCN kategoriserar arten globalt som livskraftig. Inga underarter finns listade i Catalogue of Life.
Arten förekommer med två från varandra skilda populationer i Kongo-Kinshasa, en i nordöstra och en i sydöstra delen. Den lever i låglandet och i bergstrakter upp till 1850 meter över havet. Habitatet utgörs av gläntor i skogar och av savanner.
Denna mus når en kroppslängd (huvud och bål) av 51 till 73 mm, en svanslängd av 34 till 46 mm och den har 10 till 12 mm långa bakfötter. Den gråbruna päls på ovansidan bildas av hår som är grå vid roten och ljusbrun i mitten samt svart eller ljusbrun på spetsen. Kroppssidorna är vanligen ljusare och där förekommer inga svarta hårspetsar. Mellan den mörkar ovansidan och den vita undersidan finns en tydlig gräns i form av en orangebrun linje. De mörka öronen är täckta av några hår. De övre läpparna och nedre delen av kinden är vita.
Mus sorella äter frön och andra växtdelar.